# Dimitrie Ghica
Dimitrie Ghica (1816 — 1897) foi um político romeno. Membro proeminente do Partido Conservador, ocupou o cargo de primeiro-ministro de 28 de novembro de 1868 a 14 de fevereiro de 1870.